# Haussperling
Der Haussperling (Passer domesticus) – auch Spatz oder Hausspatz genannt – ist eine Vogelart aus der Familie der Sperlinge (Passeridae) und einer der bekanntesten und am weitesten verbreiteten Singvögel. Der Spatz hat sich vor über 10.000 Jahren als Kulturfolger dem Menschen angeschlossen. Nach zahlreichen absichtlichen oder versehentlichen Einbürgerungen ist er mit Ausnahme weniger Gebiete fast überall anzutreffen, wo Menschen sich das ganze Jahr aufhalten.

## Aussehen und Merkmale
Der Haussperling ist ein kräftiger und etwas gedrungener Singvogel. Er wiegt rund 30 Gramm und erreicht eine Körperlänge von 14 bis 16 Zentimetern – er ist wenig größer als der nah verwandte Feldsperling. Der Haussperling fällt besonders durch seinen großen Kopf und den kräftigen, konischen Schnabel auf. Die Länge der Flügel beträgt 71 bis 82 Millimeter, die Spannweite misst etwa 23 Zentimeter. Männchen und Weibchen unterscheiden sich deutlich in ihrer Färbung: Die Männchen sind deutlich kontrastreicher gezeichnet als die Weibchen, sie haben eine schwarze oder dunkelgraue Kehle und einen schwarzen Brustlatz, der aber im Herbst nach der Mauser von helleren Federrändern verdeckt sein kann. Der Scheitel ist bleigrau und von einem kastanienbraunen Feld begrenzt, das vom Auge bis in den Nacken reicht. Die Wangen sind hellgrau bis weißlich. Der Rücken ist braun mit schwarzen Längsstreifen. Die Flügel sind ebenso gefärbt; eine weiße Flügelbinde ist deutlich erkennbar, eine zweite nur angedeutet. Brust und Bauch sind aschgrau. In Stadtzentren und Industriegebieten ist das Gefieder infolge von Verschmutzung meist weit weniger kontrastreich. Relativ häufig treten teilalbinotische Individuen auf.

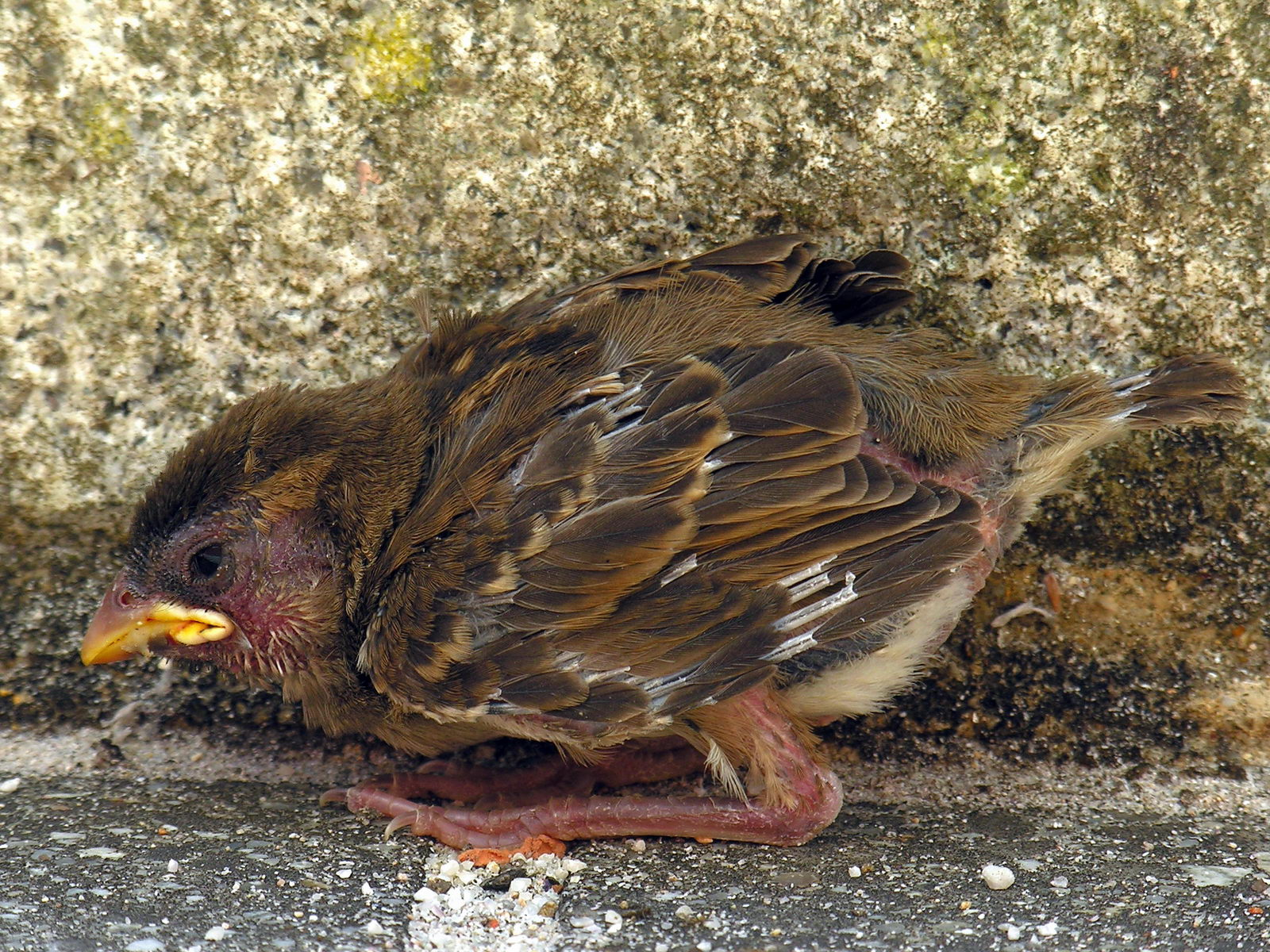
Älterer Nestling

Die Weibchen sind unscheinbarer als die Männchen und matter braun, aber sehr fein gezeichnet. Die Oberseite ist hell graubraun, der Rücken schwarzbraun und gelbbraun gestreift. Der ebenfalls graubraune Kopf hat einen hellen Überaugenstreif, der vor allem hinter dem Auge deutlich ist.
Jungvögel sehen wie Weibchen aus, sie sind nur etwas heller und gelblicher gefärbt. Sie bleiben, nachdem sie flügge geworden sind, einige Tage an den gelblichen Schnabelwülsten erkennbar.

### Federkleid und Mauser
Die Jugendmauser ist eine Vollmauser und beginnt im Alter von sechs bis acht Wochen. Damit die Mauser vor Beginn der ungünstigeren Witterungsperiode abgeschlossen ist, kann sie je nach Zeitpunkt des Schlüpfvorgangs von durchschnittlich 82 auf 64 Tage verringert sein.
Die Jahresmauser der Altvögel ist ebenfalls eine Vollmauser. Sie
findet in Mitteleuropa in den Monaten Juli oder August statt. Bei Gefahr oder Stress neigen Sperlinge auch zur Schockmauser.
Das Sperlingsgefieder besteht vor der Mauser aus 3200 Federn, die insgesamt 1,4 Gramm wiegen. Unmittelbar nach der Mauser sind es ungefähr 3600 Federn mit einem Gewicht von 1,9 Gramm. Zur Pflege des Gefieders nehmen die Tiere Staubbäder, um sich vor Federparasiten zu schützen.

### Flug
Haussperlinge fliegen schnell und geradlinig, relativ niedrig und meist vom Nistplatz zu einem nahe gelegenen Baum oder Gebüsch. Dabei können sie Geschwindigkeiten von annähernd 60 Kilometern pro Stunde erreichen. Die Flügel schwingen in der Sekunde etwa 13 Mal auf und ab. Der Distanzflug ist leicht wellenförmig mit fallenden Gleitphasen, in denen die Flügel leicht angelegt sind, der Flug ist dabei aber im Vergleich zu den Finkenarten flacher gewellt. Bei der Futteraufnahme können sie auch kurzzeitig in der Luft stehen wie Kolibris.

## Stimme
Als gesellige Vögel verfügen Haussperlinge über viele Rufe. Der übliche Warnruf bei Luftfeinden ist strukturell abweichend gegenüber anderen Sperlingsvögeln ein weiches, getrillertes „drüüü“, wobei dieser Ruf auch gelegentlich gegenüber größeren Nahrungskonkurrenten wie Möwen verwendet wird. Vor Bodenfeinden wird mit anhaltendem nasalen Rufen wie „kew kew“ oder auch „terrettett“ gewarnt.
Der Gesang des Haussperlings wird nur vom Männchen vorgetragen und besteht aus einem monotonen, relativ lauten, rhythmischen „Tschilpen“ (meist einsilbig, auch „schielp“, „tschuip“, „tschirp“, manchmal auch zweisilbig wie „tschirrip“ oder „tschirrep“). Die Tonhöhe und die Anordnung der Elemente variieren von Vogel zu Vogel erheblich. Während des Singens vergrößert sich der Kehllatz. Analysen haben ergeben, dass diese Lautäußerungen komplex komponiert sind und sowohl individuelle Merkmale als auch Stimmungen darin codiert sein können.
Zur Kopulation fordern Männchen und Weibchen mit leisen, gezogenen und nasalen Lauten auf, Weibchen verwenden dabei ein wiederholtes „djie“, der Kopulationsruf des Männchens ist ein wisperndes „iag iag“. Daneben gibt es einige weitere situationsabhängige Rufe, deren Dauer, Obertonstaffelung und -modulation recht verschieden gestaltet sein können (Stimmbeispiel).
Freilebende Haussperlinge sind auch in der Lage, Alarmrufe von Staren und Amseln zu kopieren. Zudem zeigen jüngere Forschungen, dass die Alarmrufe anderer Vogelarten durchaus verstanden werden. Heute ist relativ unbekannt, dass Haussperlinge auch sehr lernfähige „Gesangsschüler“ sind. Im 18. Jahrhundert war es ein beliebtes Spiel, aufgezogenen Vögeln Lieder beizubringen. Es gibt eine stattliche Anzahl von Berichten und Belegen dafür, dass Haussperlinge, die beispielsweise in Gesellschaft von Kanarienvögeln aufgezogen wurden, deren rollendes Geträller perfekt erlernen, auch wenn sie dies mit ihrer rauen und lauten Stimme imitieren.

## Verbreitung und Lebensraum

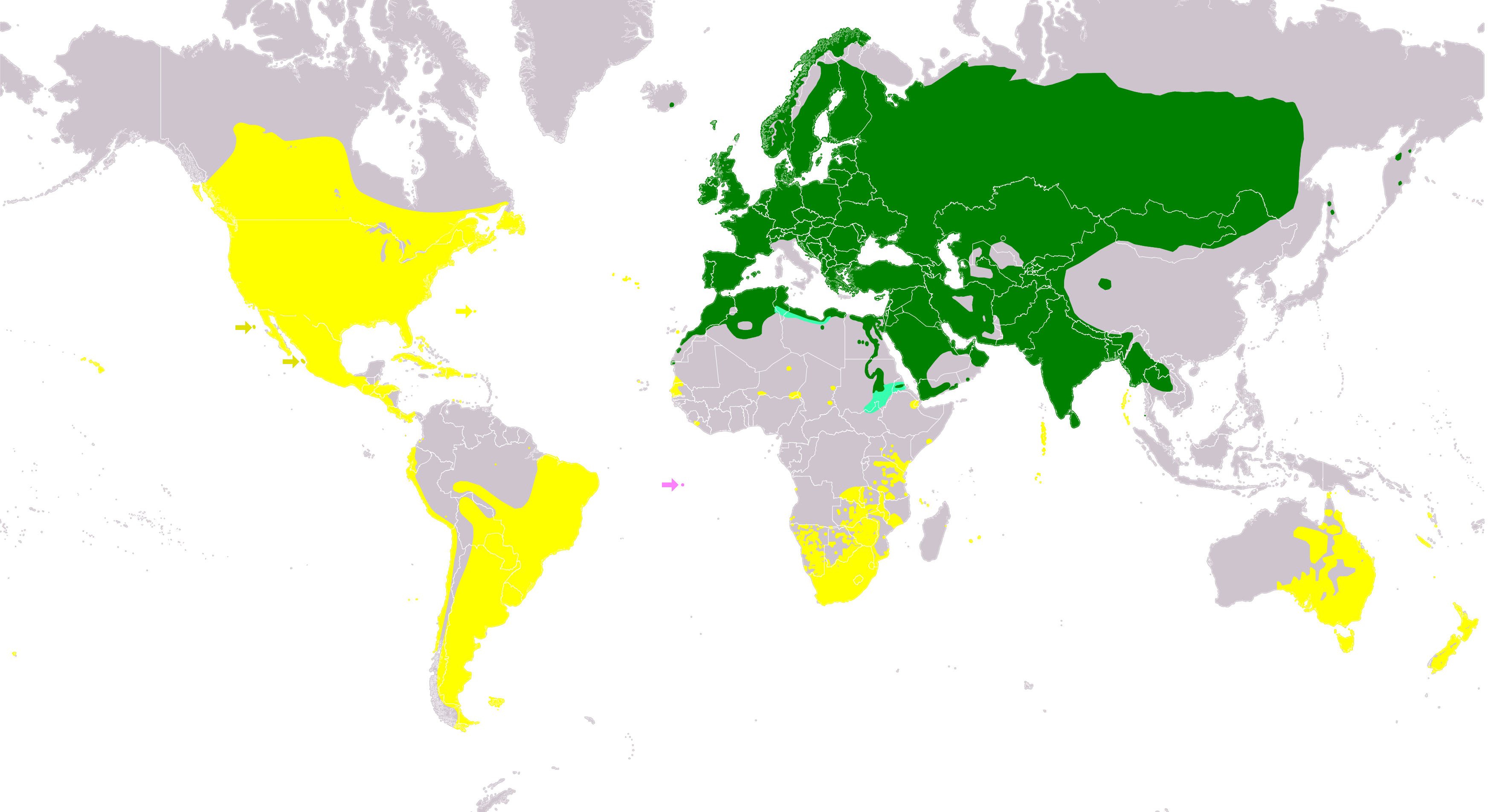
Verbreitungsgebiet des Haussperlings:
Ganzjähriges Vorkommen
Überwinterungsgebiete
Einführungsgebiete
Wahrscheinlich Einführungsgebiete (ganzjähriges Vorkommen)
Eingeführt und Population wahrscheinlich erloschen

### Verbreitung
Das ursprüngliche paläarktische und orientalische Verbreitungsgebiet hat sich nach zahlreichen Einbürgerungen in anderen Kontinenten seit Mitte des 19. Jahrhunderts fast auf den gesamten Globus ausgedehnt. Heute fehlt der Haussperling nur in den Polargebieten, Teilen Nordsibiriens, Chinas und Südostasiens, in Japan, Westaustralien, dem tropischen Afrika und Südamerika und dem nördlichsten Teil Amerikas. Er ist damit eine der am weitesten verbreiteten Vogelarten. Die nördliche Grenze des Verbreitungsgebiets schwankt zwischen dem 60. und dem 70. Breitengrad. Auf der Südhalbkugel wurden die Landmassen mit Ausnahme der Antarktis bis zu den südlichsten Ausläufern besiedelt, nur in Westaustralien wird konsequent versucht, eine Besiedlung zu unterbinden.
In Europa gibt es Gebiete, in denen der Haussperling durch einen nahen Verwandten vertreten wird: Auf dem italienischen Festland sowie auf den Inseln Sizilien, Korsika und Kreta hat sich der ebenfalls die Nähe des Menschen suchende Italiensperling etabliert.
Auf der iberischen Halbinsel, dem Balkan und in Teilen Nordafrikas lebt der Haussperling gemeinsam mit dem nahe verwandten Weidensperling, der noch kein so ausgesprochener Kulturfolger ist.
Der weltweite Bestand des Haussperlings wird auf etwa 1,6 Milliarden Individuen geschätzt. Allerdings ist die Art seit einigen Jahrzehnten von deutlichen Bestandsrückgängen betroffen. So ist der Haussperling mit einem Rückgang von 246,7 Mio. Exemplaren von 1980 bis 2017 in der Europäischen Union der Vogel, dessen Population im Zeitraum von 1980 bis 2017 mit weitem Abstand am stärksten zurückgegangen ist. Insgesamt ist die Zahl aller Vögel im genannten Zeitraum netto um 560 bis 620 Mio. Exemplare geschrumpft.

### Lebensraum
Als ursprüngliches Biotop vor dem Anschluss an den Menschen werden trockenwarme, lockere Baumsavannen vermutet, dies bleibt jedoch mangels gesicherter Daten spekulativ. Beim Vordringen nach Mitteleuropa war der Haussperling bereits Kulturfolger mit einer ausgeprägten Bindung an den Menschen. Deutlich wurde dies beispielsweise während der Devastierung Helgolands nach dem Zweiten Weltkrieg, während der mit den Menschen auch die Haussperlinge verschwanden und erst nach der Neubesiedlung ab 1952 wieder zurückkehrten. In milden Zonen werden allerdings auch menschenferne Habitate genutzt.
Voraussetzungen für Brutvorkommen sind die ganzjährige Verfügbarkeit von Sämereien und Getreideprodukten und geeignete Nistplätze. Optimal sind Dörfer mit Landwirtschaft, Vorstadtbezirke, Stadtzentren mit großen Parkanlagen, zoologische Gärten, Vieh- oder Geflügelfarmen und Einkaufszentren. Es werden aber auch außergewöhnliche Lebensräume besiedelt, wie beispielsweise von der Außenwelt abgeschlossene klimatisierte Flughafengebäude.
Das höchstgelegene Brutvorkommen findet sich bei ungefähr 4.500 m im Himalaya, das tiefste bei -86 m im Death Valley in Nordamerika.

### Wanderungen
In Europa ist der Haussperling fast ausschließlich Standvogel, in geringem Ausmaß auch Kurzstreckenzieher. Nicht dauernd von Menschen bewohnte Siedlungen im Alpenraum werden im Spätherbst oder Winter auch vom Haussperling geräumt. Die asiatische Unterart P. d. bactrianus wiederum ist ein Zugvogel und überwintert bei Zugdistanzen bis zu 2000 Kilometern in Pakistan und Indien. Die hauptsächlich im Himalaya beheimatete Form P. d. parkini ist Teilzieher.
Nach der ersten Brutansiedlung sind die Haussperlinge der Nominatform sehr ortstreu, der Aktionsradius während der Brutzeit kann bei Stadtpopulationen lediglich 50 Meter betragen. Jungvögel streuen ungerichtet und schließen sich zunächst im Spätsommer anwachsenden Schwärmen an. Auch ein Teil der Altvögel schließt sich diesen Herbstschwärmen an, die in die Umgebung der Brutplätze ausstrahlen, um das dortige Nahrungsangebot zu nutzen. Die Altvögel kehren nach Auflösung der Schwärme meist bereits im Frühherbst wieder an ihren ursprünglichen Brutplatz zurück.

## Nahrung

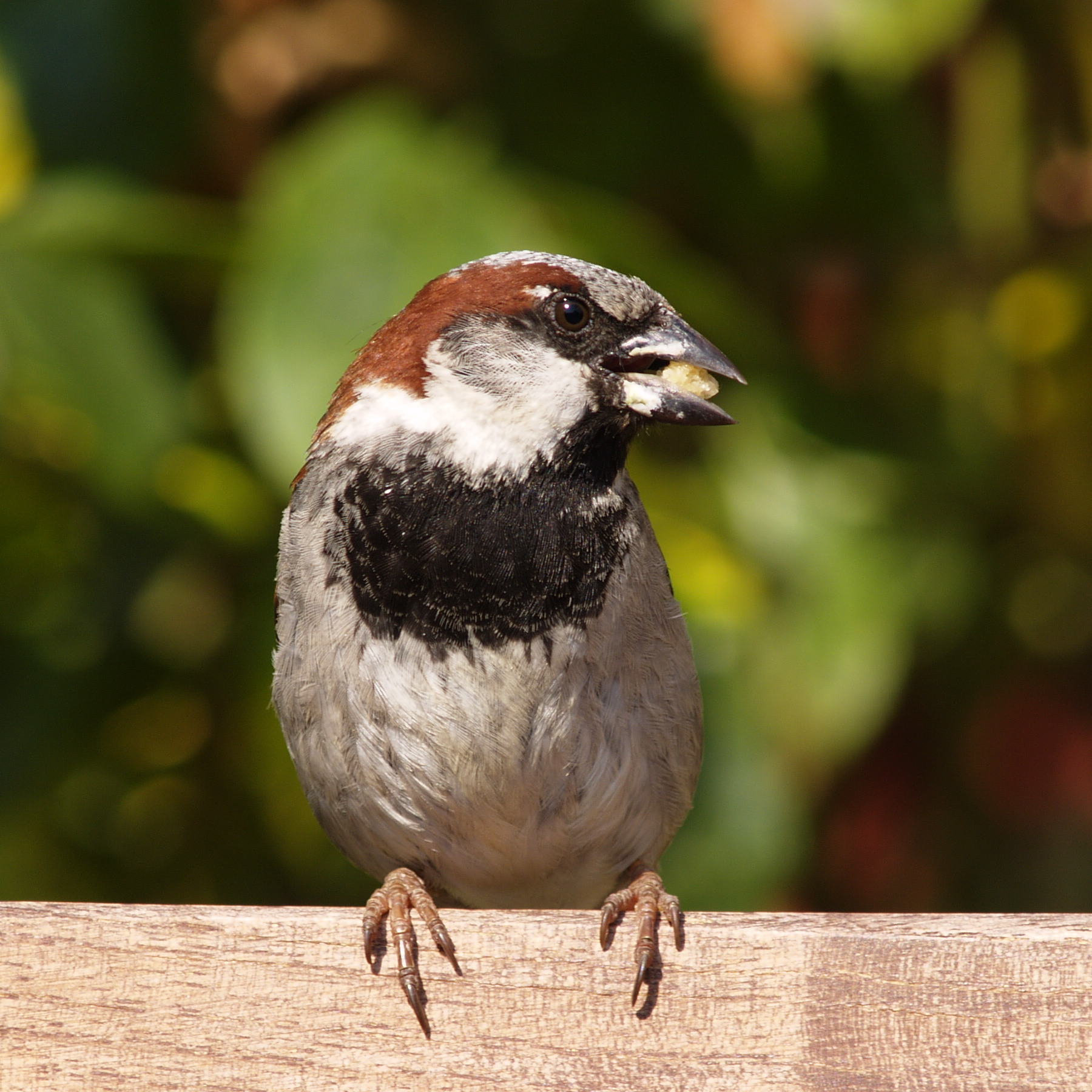
Haussperling, Männchen

Der Haussperling ernährt sich hauptsächlich von Sämereien und dabei vor allem von den Samen kultivierter Getreidearten, die in ländlichen Gebieten 75 Prozent der Gesamtnahrung ausmachen können. Bevorzugt werden Weizen vor Hafer und Gerste. Regional und saisonal kann der Anteil der Samen von Wildgräsern und -kräutern den Getreideanteil erreichen oder übertreffen. Von Frühjahr bis Sommer spielt auch tierische Nahrung eine wichtige Rolle und kann bis zu 30 Prozent der Gesamtnahrung ausmachen. Dabei handelt es sich um Insekten einschließlich deren Entwicklungsstadien sowie andere Wirbellose. Vor allem in der Stadt zeigen Spatzen ein opportunistisches Verhalten und werden zu Allesfressern, was sie besonders an Imbissständen und in Freiluftlokalen unter Beweis stellen.
Die Jungen füttert der Haussperling in den ersten Tagen fast ausschließlich mit Raupen und anderen zerkleinerten Insekten. Wenn zu wenig tierische Nahrung zur Verfügung steht und beispielsweise ausschließlich Brot an die Nestlinge verfüttert wird, kann das Verdauungsstörungen verursachen, die zum Tod der Nestlinge führen können. Mit zunehmendem Alter der Jungen verfüttern die Eltern dann mehr und mehr auch Sämereien, wobei der vegetarische Anteil auf ein Drittel steigt.

## Verhalten
Der Haussperling zeigt das ganze Jahr über ein geselliges und soziales Verhalten. Viele Verhaltensweisen des Haussperlings sind auf das Leben in der Gruppe ausgerichtet, und der Tagesablauf ist stark synchronisiert.

### Aktivität
Haussperlinge werden während der bürgerlichen Dämmerung aktiv. Der Gesang beginnt im Mittel etwa 18 Minuten vor Sonnenaufgang, wobei durch Bewölkung verursachte Helligkeitsunterschiede weitgehend ohne Einfluss bleiben. Das Ende der Aktivität liegt auch im Winter noch vor Sonnenuntergang.
In mittleren Breiten werden gelegentlich nächtliche Aktivitäten beobachtet, zum Beispiel beim Insektenfang im Flutlicht von Industrieanlagen. Auch auf dem Empire State Building kann man mehr als 300 Meter über dem Erdboden nachts jagende Spatzen entdecken.

### Nahrungserwerb
Die Nahrungsaufnahme erfolgt fast immer gesellig, auch während der Aufzucht der Jungen. Hierzu finden sich oft Schwärme, kleinere Trupps oder zumindest lose Verbände zusammen. In Getreidefeldern ist bei Trupps von etwa 20 Vögeln die Nahrungsaufnahme am effizientesten, da die zur Sicherung verwendete Zeit in größeren Gemeinschaften kürzer wird, jedoch der Zeitaufwand für Auseinandersetzungen mit Artgenossen bei noch größeren Verbänden diesen Zeitgewinn mehr als aufwiegt.
Wenn ein einzelner Haussperling eine Nahrungsquelle entdeckt, lockt er die anderen durch Rufe und wartet, bevor er zu fressen beginnt. Dabei sind 75 Prozent dieser „Pioniere“ Männchen. Manchmal werden Nahrungsbrocken bei Zerkleinerung mit Hilfe des Schnabels mit dem Fuß festgehalten, ähnlich dem Verhalten der Meisen. Größere Nahrungsstücke werden häufig auch transportiert und an anderer Stelle zerkleinert, auch im Nest.
Vor allem bei in der Stadt lebenden Spatzen kann häufig das Absuchen von Kühlergrills parkender Autos nach toten Insekten beobachtet werden. Auch abgestellte Lokomotiven werden häufig, schon kurze Zeit nach ihrer Ankunft im Bahnbetriebswerk, gezielt im Frontbereich durch die Tiere untersucht. Der Haussperling versucht sich gelegentlich auch als Luftjäger. Dabei startet er von einer Sitzwarte aus einen kurzen Jagdflug nach vorbeifliegenden Insekten. Dies wirkt zwar mühsam und nicht so elegant wie beispielsweise beim Grauschnäpper, führt aber dennoch nicht selten zum Erfolg.

### Fortbewegung
Am Boden bewegt sich der Haussperling fast immer beidbeinig hüpfend fort. Lediglich bei Annäherung an sehr nahe Objekte oder beim seitlichen Nachrücken auf Zweigen sind einzelne Schritte zu beobachten. Der Spatz hockt bei der Nahrungssuche oft flach auf den Läufen, so dass die Federn den Boden berühren.
An senkrechten Hauswänden oder Stämmen klettert der Haussperling „rutschend“ und stützt sich auch auf den gespreizten Schwanz, hin und wieder sogar auf die halb geöffneten Flügel. In Zweigen bewegt er sich recht gewandt und kann dabei kopfüber um einen dünnen Zweig schwingen, ohne die Füße zu lösen.

### Komfortverhalten
Haussperlinge baden das ganze Jahr über, dabei ist Sonnenschein stark stimulierend. Vor dem etwa drei Minuten dauernden Bad wird oft getrunken. Staubbäder folgen häufig dem Bad oder wechseln damit ab. Die Bewegungen beim Staubbaden entsprechen denen beim Wasserbad. Meist erfolgt dieses Baden gemeinschaftlich nacheinander mit anschließender gemeinsamer Gefiederpflege. Gelegentlich wird die für das Staubbad genutzte Mulde auch mit einem Futterplätzen entsprechenden Drohverhalten gegen Artgenossen verteidigt.

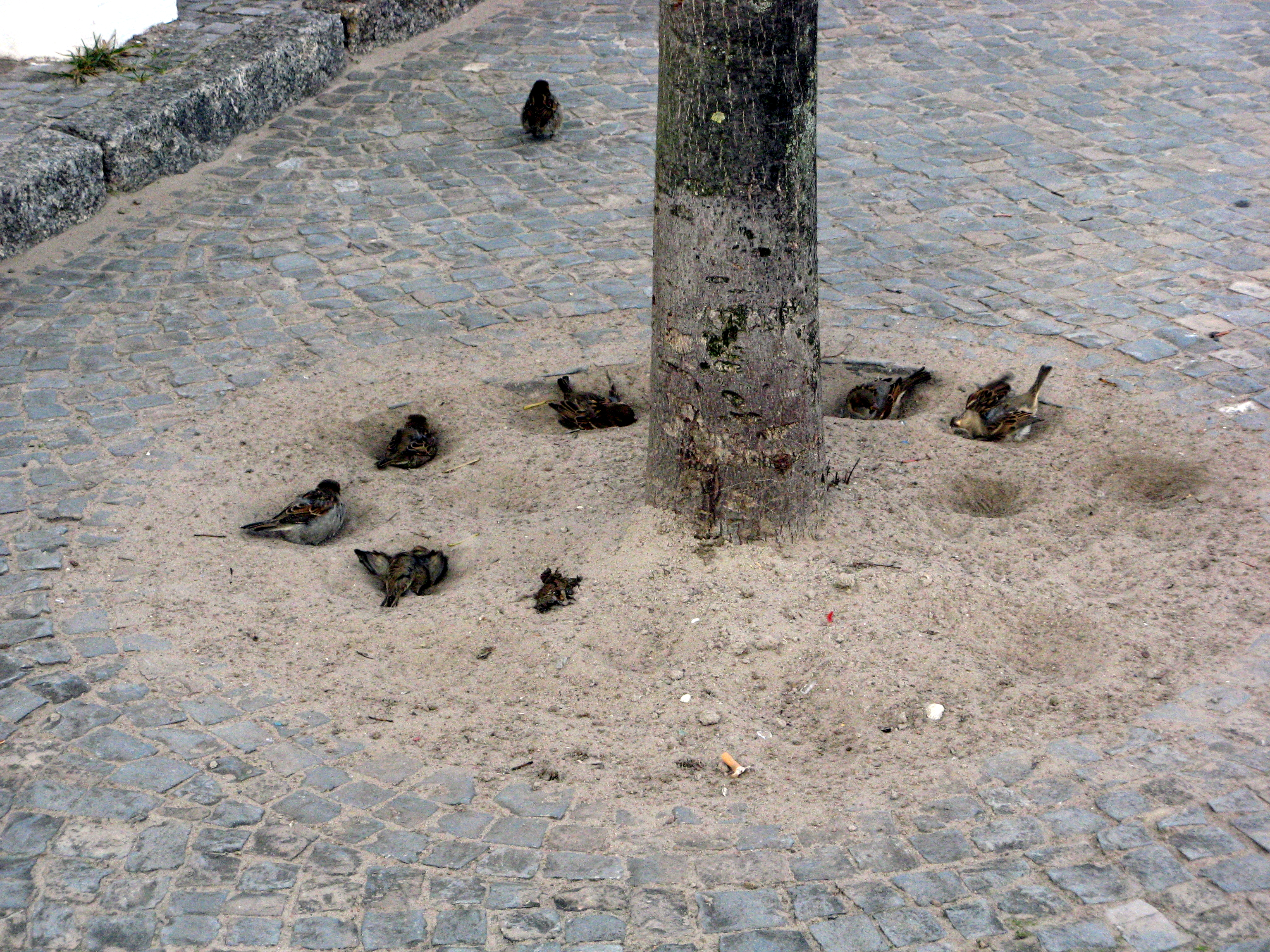
Männchen beim Sandbad
- Haussperlinge beim Sandbad
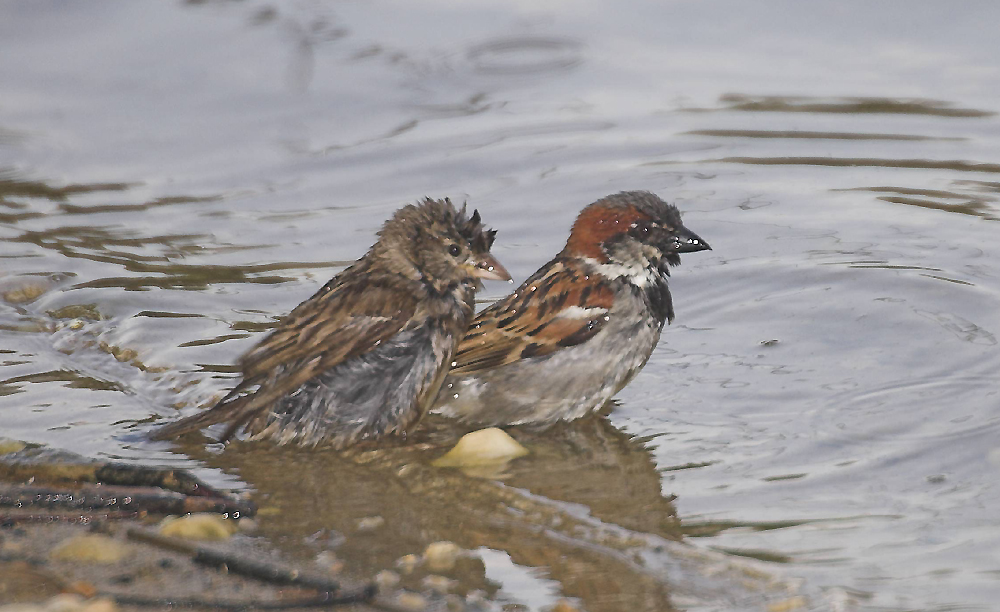
Haussperlingspaar beim gemeinsamen Bad

### Territorial- und Aggressionsverhalten
Der Haussperling verteidigt kein flächiges Brut- oder Nahrungsrevier, sondern nur die nächste Umgebung des Nests oder des Schlafplatzes. Zur Zeit der Fortpflanzung sind Weibchen in der Nähe des Nests gegenüber Männchen dominant, obwohl sie kleiner sind.
Auseinandersetzungen mit Artgenossen werden hauptsächlich beim Nahrungserwerb, an Bade- und Schlafplätzen und am Nest beobachtet. Dabei werden fast 90 Prozent der Konflikte zwischen Männchen ausgetragen. Aggressionen äußern sich oft durch frontales Drohen, wobei der Kopf tief vorgebeugt, der Schwanz gefächert und angehoben, die Rückenfedern gesträubt und die Flügel abgewinkelt werden. Bei höherer Intensität gibt es auch Kämpfe mit Vorwärtsbewegungen bei geöffnetem Schnabel und gegenseitigem Hacken, manchmal auch in der Luft.
Aggressionen gegen andere Arten gibt es hauptsächlich bei Konkurrenz um Nistplätze, bei ausreichendem Angebot sind diese aber selten. Gelegentlich verhindern Haussperlinge die Ansiedlung anderer Höhlenbrüter in Nistkästen oder verdrängen sie daraus. Der Feldsperling, dessen Lebensraum sich teilweise mit dem des Haussperlings überschneidet, wird dabei vom Haussperling allein schon durch dessen früheren Brutbeginn verdrängt.

### Feindverhalten
Weibchen sind wachsamer und scheuer als Männchen. Die Fluchtdistanz bei Annäherung von Menschen ist vor allem in Städten niedriger, steigt jedoch bei zunehmender Truppgröße. Bei Bodenfeindalarm eilen Artgenossen herbei und folgen dem Feind hassend und warnend in Bäumen und Gebüsch. Auch Stare, vielerorts die einzigen überlegenen Nistplatzkonkurrenten, werden bei Inspektion potentieller Brutplätze schnarrend angehasst und manchmal vertrieben, in der Regel behalten im Konfliktfall aber die Stare die Oberhand.

## Fortpflanzung

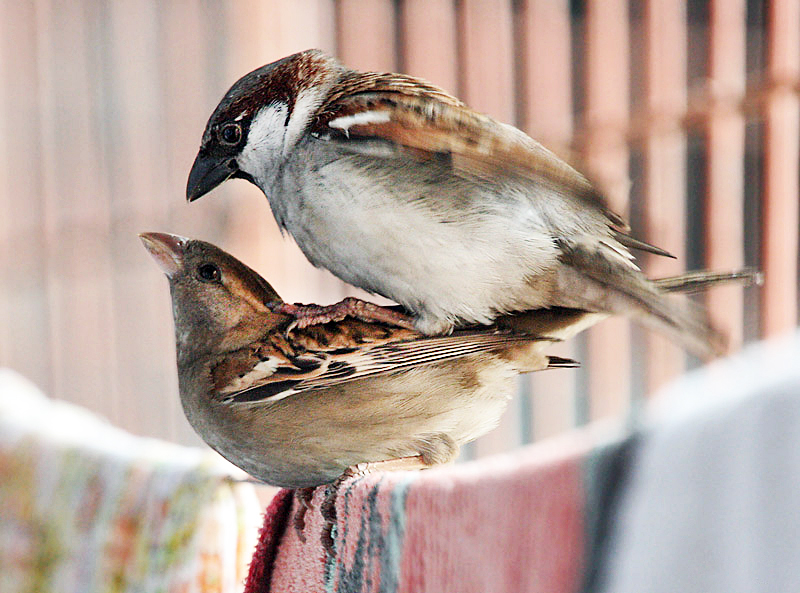
Haussperlinge bei der Kopulation

Die Geschlechtsreife tritt bei Haussperlingen am Ende des ersten Lebensjahres ein. Spatzen führen in der Regel eine lebenslange Dauerehe. Wenn ein Partner stirbt, finden Neuverpaarungen jedoch schnell statt. Vereinzelt kommt auch Bigynie (Polygynie) vor.
In Mitteleuropa beginnt die hauptsächliche Brutzeit Ende April und reicht bis August. Die auf der Südhalbkugel beheimateten Haussperlinge haben ihre Brutperiode an die dortigen Jahreszeiten angepasst. In diesem Zeitraum werden zwei bis drei, selten sogar vier Bruten aufgezogen. Bei den Erst- und Zweitbruten werden aus gut einem Drittel der gelegten Eier flügge Jungvögel, bei den späteren Bruten ist es nur noch ein Fünftel. Darüber hinaus ist die Mortalität der Jungvögel nach dem Ausfliegen in den ersten Wochen gravierend. Nach einem Jahr leben in ländlichen Gebieten nur noch 20 Prozent, in Stadthabitaten immerhin bis zu 40 Prozent der Jungvögel. Für die hohe Sterblichkeit dürften vor allem Schwierigkeiten bei der selbstständigen Nahrungsbeschaffung und hohe Predation maßgeblich sein.

### Neststandort und Nest
Der Haussperling ist Nischen-, Höhlen- und Freibrüter mit starker Neigung zum gemeinschaftlichen Brüten. Er nistet manchmal auch allein, oft aber in lockeren Verbänden oder Kolonien, wobei die Nester dabei meist einen Mindestabstand von 50 Zentimetern aufweisen. Die vielfältige Nutzung aller geeigneten Strukturen als Neststandort sind Ausdruck der besonderen Anpassungsfähigkeit des Haussperlings. Als typische Nistplätze dienen geschützte Hohlräume an oder in der Nähe von Gebäuden, sei es unter losen Dachpfannen oder in Mauerlöchern oder Nischen unter dem Vordach. Aber auch Nistkästen, Schwalbennester oder Spechthöhlen werden ausgewählt. Gelegentlich kann man Sperlinge auch als Untermieter in Storchennestern finden, wobei diese dabei davon profitieren, dass sich ihre Luftfeinde nicht in die Nähe solcher Nester wagen. Besteht Nistplatzmangel, können auch Freinester in Bäumen oder Büschen angelegt werden, die mit einem Dach aus Halmen versehen werden. Die Nesthöhe bei Freibrütern liegt zwischen 3 und 8 Metern und damit im Mittel höher und für Predatoren unzugänglicher als beim Feldsperling. Freinester werden als die ursprüngliche Nistweise des Haussperlings angesehen.
Unabhängig vom Ort der Nestanlage handelt es sich im Prinzip immer um ein Kugelnest mit seitlichem Eingang. Das Nest wird nicht besonders sorgfältig gebaut, das außen nicht bearbeitete Nistmaterial hängt meist lose herab.
Spatzen verbauen fast alles, beispielsweise Stroh, Gras, Wolle, Papier oder Lumpen. Das Material wird dabei weniger durch Auswahl als durch seine Verfügbarkeit im Umkreis von 20 bis 50 Metern bestimmt. Die Nestmulde wird zur Auspolsterung mit feinen Halmen und Federn ausgekleidet. Freistehende Nester erreichen Fußballgröße, Nester in Nischen und Höhlen werden den Gegebenheiten angepasst und variieren beträchtlich in der Größe.
Das Nest wird meist vom Männchen während der Balz begonnen, in Mitteleuropa frühestens ab Mitte März. Der Neuanlage von Nestern geht besonders bei Erstbrütern eine Phase ziellosen Umhertragens von Nistmaterial voraus. Beide Partner vollenden das Nest gemeinsam, am intensivsten in der Woche vor Legebeginn. Der Nestbau kann sich über Wochen hinziehen, nach Nestverlust kann aber in zwei bis drei Tagen Ersatz geschaffen werden.

### Balz und Paarung
Die Balz beginnt mit der Besetzung des Brutplatzes durch die Männchen, in Mitteleuropa teilweise schon ab Mitte Februar und vor allem im März. Bei der Partnerwahl spielt für das Weibchen sowohl ein möglichst geschützter Nistplatz als auch der beim Singen anschwellende Brustlatz des Männchens eine Rolle.
Das unverpaarte Männchen wirbt mit aufgeplustertem Gefieder im engeren Nestbereich mit hohen „tschili“, „szilib“ oder ähnlichen Rufen. Bekundet ein Weibchen Interesse, zeigt ihm das Männchen den Nistplatz, indem es mit trockenen Halmen im Schnabel einschlüpft. Das Weibchen folgt dem Männchen durch kurzes Einschlüpfen und prüft den Nistplatz. Erst von diesem Moment an beginnt das Männchen den eigentlichen Gesang, das strukturarm und monoton wirkende Tschilpen, oft stundenlang vorzutragen.
Auffällig bei Haussperlingen ist auch die Gruppenbalz. Diese beginnt durch rasante und lärmende Verfolgung eines Weibchens durch zwei bis acht Männchen. Meist in dichter Vegetation wird das Weibchen von den balzenden Männchen umringt und diese versuchen abwechselnd, das sich wehrende Weibchen in der Kloakenregion zu picken und zu kopulieren. Alle tschilpen erregt und lassen in diesem Moment jede Vorsicht vermissen. In der Regel kommt es nicht zur Kopulation. Das mit dem Weibchen verpaarte Männchen ist auch beteiligt und bleibt bis zum Schluss in der Nähe des Weibchens. Die Bedeutung der Gruppenbalz ist noch offen.
Kopulationen im frühen Stadium der Fortpflanzungsperiode werden meist erfolglos vom Männchen gesucht. Dabei hüpft es mit gesträubtem Gefieder, hängenden Flügeln und aufgestelztem Schwanz hin und her. In der späteren fruchtbaren Phase ist es das Weibchen, das zur Paarung auffordert. Es duckt sich dabei waagrecht mit leicht erhobenem Schwanz und vibrierenden Flügeln. Weibchen können dabei manchmal 15 bis 20 Mal in der Stunde zur Kopulation auffordern. Bei koloniebrütenden Paaren sind wiederum die Männchen an häufigerer Kopulation zur Sicherung der eigenen Vaterschaft interessiert. Dieses Verhalten und auch das Bewachen des Weibchens durch das Männchen ist aber nur bedingt wirksam, in 8 bis 19 Prozent der Fälle wurden Fremdkopulationen nachgewiesen.

### Gelege und Brut

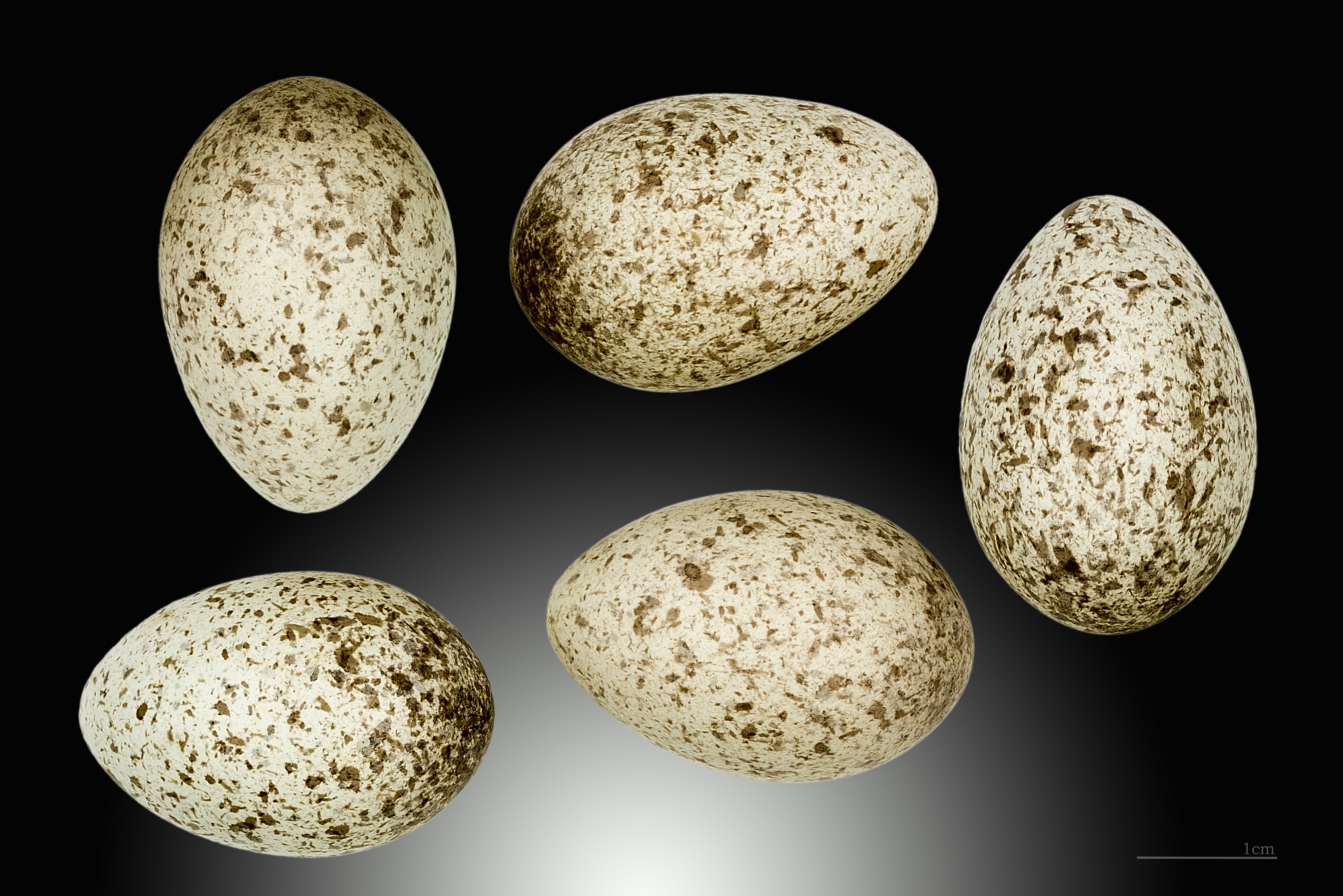
Eier des Haussperlings im Museum von Toulouse

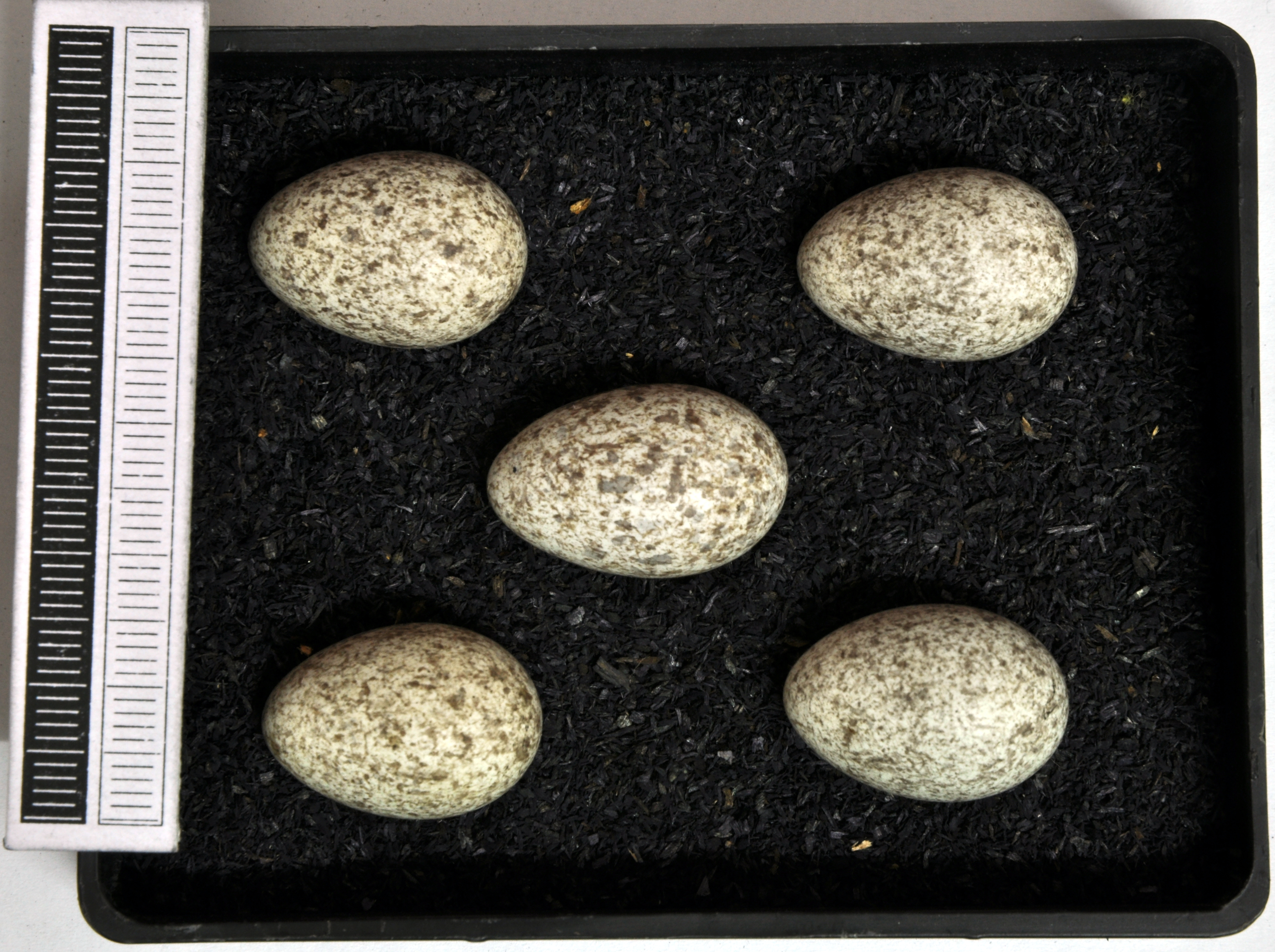
Gelege, Sammlung Museum Wiesbaden

Das Gelege besteht aus vier bis sechs Eiern mit einer durchschnittlichen Größe von 15 × 22 Millimetern und einem Gewicht von etwa 3 Gramm. In Gestalt, Größe und Farbe sind die Eier sehr unterschiedlich, bei einem individuellen Weibchen aber recht konstant. Sie sind weiß bis schwach grünlich oder gräulich und mit grauen oder braunen Flecken versehen, wobei die Fleckung die Grundfarbe manchmal völlig verdeckt. Die letzten Eier eines Geleges sind nach Breite und Gewicht größer als die ersten, wobei dieser Unterschied bei späteren Bruten noch ausgeprägter ist. Daher sind die zuletzt geschlüpften Jungen im Vorteil.
Das regelmäßige Brüten beginnt normalerweise nach Ablage des vorletzten Eies und dauert ab diesem Zeitpunkt gerechnet in der Regel zwischen 10 und 15 Tagen. Die Brutdauer wird durch die Außentemperatur beeinflusst und ist deshalb bei der dritten Brut meist kürzer. Bei witterungsbedingten Brutunterbrechungen kann die Brutzeit auch bis zu 22 Tagen andauern.
Beide Partner brüten abwechselnd, wobei das Weibchen meist die Nacht auf dem Gelege verbringt. Während das Weibchen auf Nahrungssuche ist, hält das Männchen die Eier vermutlich nur warm, denn es hat keinen Brutfleck.

### Entwicklung der Jungen

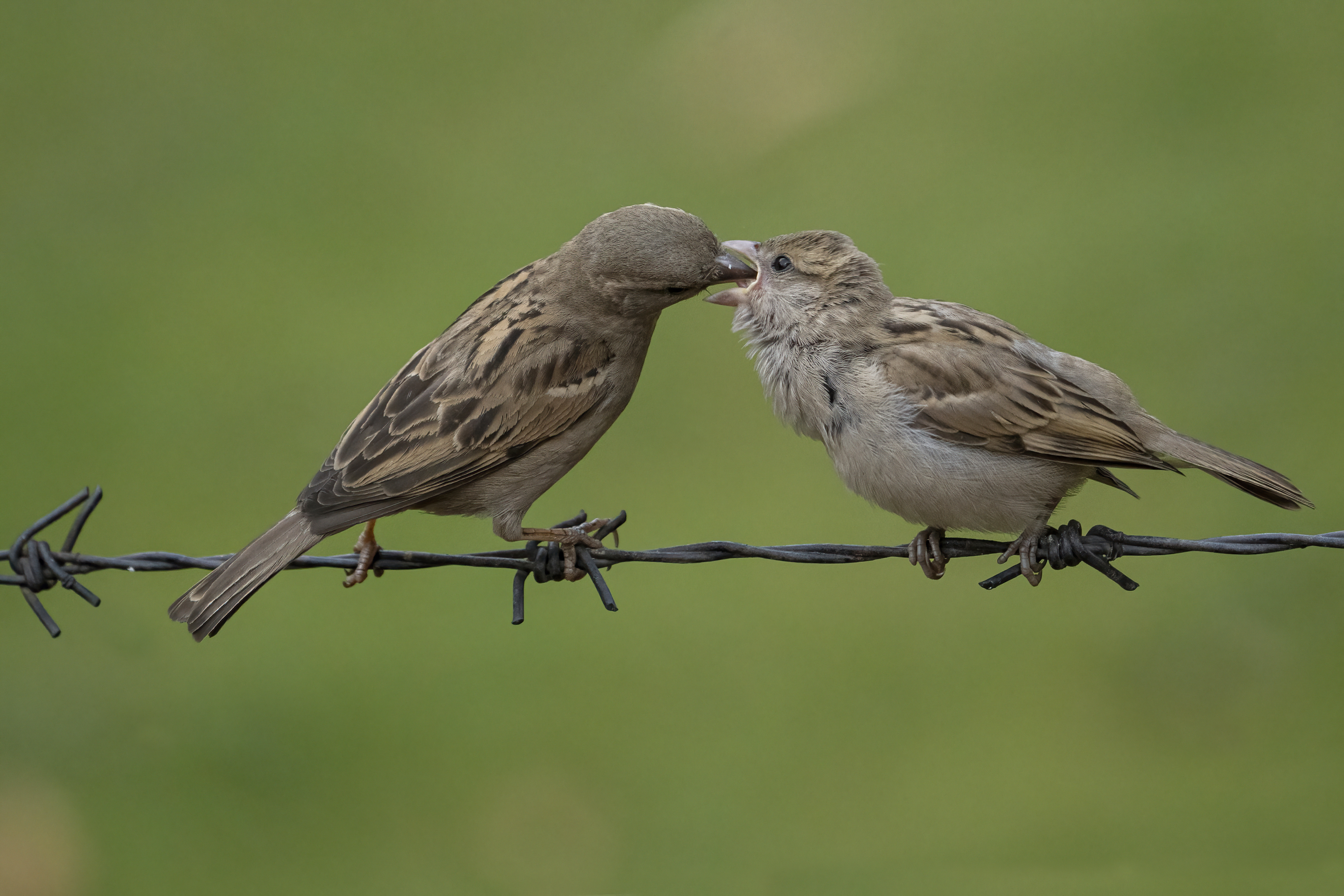
Weibchen füttert sein Küken während der Brutzeit im Frühling in Kathmandu, Nepal.

Die geschlüpften Jungen werden durch beide Eltern gehudert und zu Beginn vor allem mit zerkleinerten Insekten, später zunehmend auch mit Sämereien gefüttert. In den ersten Tagen wird der Kot durch die Eltern verschluckt, später bis zu 20 Meter weit hinausgetragen.
Die Dauer der Nestlingszeit schwankt sehr stark, die Beobachtungen reichen von 11 bis 23 Tagen, die Regel sind 14 bis 16 Tage. Ungefähr nach dem vierten Tag sind die Augen der Jungen geöffnet, am 8. bis 9. Tag werden die Nestlinge durch zunehmendes Aufplatzen der Federkiele farbig.
Gehen beide Eltern verloren, so finden sich durch die intensiven Bettelrufe der Jungen animiert meistens stellvertretende Bruthelfer aus der Nachbarschaft, die die Jungen füttern, bis sie selbstständig sind.
Alle Jungen verlassen das Nest innerhalb weniger Stunden und sind in der Regel schon gut flugfähig. Sie fressen bereits nach ein bis zwei Tagen ein wenig selbst und sind in der Regel nach 7 bis 10, spätestens nach 14 Tagen selbstständig.

## Lebenserwartung und Feinde
Die durchschnittliche Lebenserwartung geschlechtsreifer Haussperlinge beträgt 1,5 bis 2,3 Jahre; bezieht man auch die Jungvögel mit ein, beträgt sie lediglich 9 Monate. In der Stadt ist die Lebenserwartung höher als in ländlichen Gebieten. In den Niederlanden wurde bei einer Untersuchung festgestellt, dass im Bereich von Vororten 18 Prozent der Spatzen mindestens fünf Jahre alt wurden, in ländlichen Gebieten hingegen nur 4 Prozent.
In Freiheit wurden durch Beringung verschiedentlich um die 14 Jahre alte Haussperlinge nachgewiesen. In Gefangenschaft ist ein höheres Alter möglich; das bisher beobachtete maximale Alter beträgt angeblich 23 Jahre.
Gefahr droht den in Freiheit lebenden Spatzen vor allem durch Predation und besonders in großen Städten auch durch den Straßenverkehr. Die größten Verluste mit 45 bis 56 Prozent der Gesamtmortalität erleiden die Altvögel während der Brutzeit. Zu den Bodenfeinden zählen Steinmarder und vor allem Katzen, seltener auch Hunde. Die den Spatzen jagenden Luftfeinde sind vor allem Sperber, Schleiereulen und Turmfalken. Dabei sind ausgefärbte Männchen mit ausgeprägtem Kehlfleck häufiger das Opfer von Greifvögeln. Haussperlinge sind vielerorts die Hauptbeute des Sperbers mit einem Anteil von teils über 50 Prozent. Aber auch für den Turmfalken stellen sie beispielsweise in Berlin die häufigste Vogelbeute dar.

## Bestand und Bestandsentwicklung
Weltweit wird der Bestand des Haussperlings auf 1,6 Milliarden Individuen geschätzt – mehr als für jeden anderen Wildvogel. Auch in Europa liegen nur recht ungenaue Schätzungen vor. In Deutschland ist der Haussperling trotz Bestandsrückgängen nach dem Buchfink der zweithäufigste Brutvogel.
Laut Birdlife stellt sich der Bestand im deutschsprachigen Raum folgendermaßen dar:
| Land          | Anzahl Brutpaare     | Zeitraum  | Trend (%)   |
| ------------- | -------------------- | --------- | ----------- |
| Deutschland   | 4.100.000-6.000.000  | 2011–2016 | −20 bis −30 |
| Liechtenstein | 0.0001.000 – 2.500   | 1998–2000 | -00 bis −20 |
| Luxemburg     | 0.0035.000 – 40.000  | 2002–2002 | −20 bis −30 |
| Österreich    | 0.0350.000 – 700.000 | 1998–2002 | -00 bis −20 |
| Schweiz       | 0.0400.000 – 500.000 | 1998–2002 | -00 bis −20 |

Die Prozentangabe des Trends bezieht sich dabei auf einen Zeitraum von zehn Jahren. Veränderungen kleiner als 20 Prozent werden dabei noch nicht als statistisch signifikant angesehen, da diese im Bereich natürlicher Schwankungen liegen.
Aktuell wird der Haussperling mit 5,6 bis 11 Millionen Brutpaaren im Jahr 2008 als zweithäufigste Brutvogelart Deutschlands angesehen.
Im Westen Mitteleuropas ist der Bestand in der zweiten Hälfte des 20. Jahrhunderts deutlich zurückgegangen. Dieser Rückgang wird daran deutlich, dass vergleichbar große Schwärme auf Getreidefeldern wie in den 1950er Jahren nicht mehr beobachtet werden. Allerdings ist der Rückgang des Bestands wegen des damaligen geringen Interesses an dieser Art und der fehlenden Daten aus dieser Zeit nur sehr lückenhaft dokumentiert.
Wegen des Bestandsrückgangs wurde der Haussperling auch auf die Vorwarnliste der gefährdeten Arten aufgenommen, obwohl der Bestand absolut gesehen noch sehr hoch ist. Ebenfalls aufgrund dieser Entwicklung war der Spatz in Deutschland und in Österreich zum Vogel des Jahres 2002 gewählt worden. Weiterhin wird der 20. März nach der Nature Forever Society (NFS) als Weltspatzentag begangen, um auf die Bestandsrückgänge hinzuweisen.
Die Gründe für diesen Rückgang sind vielschichtig, folgende Ursachen werden angegeben:
- Moderne oder sanierte Gebäude bieten kaum noch Nischen oder Hohlräume, die als Brutplätze verwendet werden können.
- Durch den Einsatz effizienterer Erntemaschinen verbleibt weniger verwertbare Nahrung nach der Ernte auf den Feldern.
- Weitgehende Einstellung der offenen Nutztierhaltung
- Der vermehrte Einsatz von Pestiziden in der Landwirtschaft verringert das Angebot und die Qualität der animalischen Nahrung, die vor allem für die Nestlinge wichtig ist.
- Die gleiche negative Konsequenz hat ebenfalls der im Bereich von Städten und Vorstädten gestiegene Anteil der versiegelten Flächen und auch, dass dort vielerorts die natürliche Vegetation durch gebietsfremde Pflanzen (beispielsweise Ziersträucher) ersetzt wurde.

Die Situation hängt jedoch sehr von den lokalen Bedingungen ab. In verschiedenen europäischen Großstädten wie London, Paris, Warschau, Hamburg und München wurde in den letzten Jahren ein sehr starker Rückgang beobachtet. Eine besonders erschreckende Entwicklung wurde im Hamburger Stadtteil St. Georg festgestellt, wo zwischen 1983 und 1987 die Zahl der Haussperlinge von 490 auf 80 Vögel pro Quadratkilometer zurückging. In Hamburg gilt der Haussperling seit 2018 als bedroht. Für München setzt sich dieser Trend besonders im Zentrum fort. In Bayern steht die Art auf der Vorwarnstufe für bedrohte Arten.
Positiver ist die Entwicklung in Berlin, wo sich die Rückgänge erst lokal in den Sanierungsgebieten abzeichnen und der Bestand mit 280 Vögeln pro Quadratkilometer im internationalen Vergleich einen Spitzenplatz einnimmt.

## Systematik

### Taxonomische Einordnung der Sperlinge
Früher glaubte man, dass die Familie der Sperlinge eng mit den afrikanischen Webervögeln verwandt sei, und ordnete demzufolge die Sperlinge als Unterfamilie (Passerinae) der Familie der Webervögel zu. Vergleiche der DNA-Sequenzen verschiedener Arten haben ergeben, dass auch Verwandtschaftsbeziehungen zu Stelzen, Piepern und Braunellen bestehen. Auch wenn dies weiterhin umstritten ist, sieht man die Sperlinge heute deshalb als eigenständige Familie (Passeridae). Diese Familie wird in vier Gattungen und 36 Arten unterteilt.

### Entstehung der Art des Haussperlings
Johnston und Kitz vermuteten 1977, dass sich die Art des Haussperlings als ausgesprochener Kulturfolger mit der Sesshaftwerdung des Menschen und dem Betreiben von Ackerbau vor 10.000 Jahren im mittleren Osten entwickelte. Summers-Smith kam hingegen 1988 zu dem Schluss, der Haussperling sei eine der vielen eurasischen Arten der Gattung Passer, die während des Pleistozän von einem Ur-Sperling abstammt, der Lebensräume im östlichen Mittelmeerraum und im tropischen Afrika besiedelte, die durch das Tal des Nils oder den afrikanischen Grabenbruch verbunden waren. Er unterstellte, dass das Männchen dieses Ur-Sperlings bereits einen schwarzen Brustlatz hatte, was charakteristisch für alle heutigen paläarktischen und orientalischen Sperlinge ist. Dieser Ur-Sperling breitete sich sowohl west- als auch ostwärts im eurasischen Steppengürtel aus. Anschließend kam es durch den wiederholten Vorstoß und Rückgang der Gletscher zu periodischen Isolationen, was zu Anpassungsentwicklungen und der Aufspaltung in die heutigen Arten führte.
Viele Indizien sprechen für diese wesentlich frühere Artentstehung. Der früheste datierte der relativ seltenen Fossilienfunde des Haussperlings wird auf 400.000 BP datiert und wurde in einer Höhle bei Bethlehem in Palästina entdeckt. Dieses Fossil weist mehr Ähnlichkeiten mit dem Haussperling als mit den heutigen afrikanischen Sperlingen auf. Dieser und ein späterer weiterer fossiler Höhlenfund in derselben Gegend lässt vermuten, dass dieser Vorfahre des Spatzen bereits in der Nähe der Menschen der Altsteinzeit lebte.
Molekulargenetische Untersuchungen zur Datierung der Aufspaltung der Sperlingsarten widersprechen sich beträchtlich. Eine 1988 durchgeführte Untersuchung der Genabschnitte von 15 polymorphen Isozymen datiert die Abspaltung des Haussperlings vom Weidensperling zwischen 105.000 und 122.000 BP.
Das Ergebnis einer im Jahr 2001 durchgeführten Analyse der mitochondrialen Gen-Sequenz des Cytochrom-b und weiterer mitochondrialer Pseudogene ist dagegen, dass die Aufspaltung der Sperlingsart und auch die Abspaltung des Weidensperlings während des Miozän oder Pliozän auftrat, also vor mehr als 2 Millionen Jahren.

### Verwandte Arten
Der Weidensperling galt lange Zeit als Unterart des Haussperlings, heute sieht man den Weidensperling als eigene Art. Beide Arten leben auf der iberischen Halbinsel, dem Balkan und Teilen Nordafrikas weitgehend sympatrisch, ohne dass es zu Hybridisierungen kommt, was als Beleg der Eigenständigkeit der Arten gilt. Das Gefieder der Männchen und die Lautäußerungen weichen deutlich voneinander ab, ökologisch und ernährungsbiologisch stimmen die Arten aber weitgehend überein. Im gemeinsamen Verbreitungsgebiet besetzt der Haussperling Städte und Ortschaften und „überlässt“ dem Weidensperling die ländlichen Lebensräume. Kommen beide Arten alleine vor, besetzen sie jedoch ein ähnliches ökologisches Spektrum. Als ethologische Isolationsmechanismen werden Unterschiede in Gefiedermerkmalen, Nestbau, Stimme und Zugverhalten angesehen. Vor allem in Ostalgerien und Tunesien scheinen stellenweise diese Isolationsbarrieren aber weitgehend zusammengebrochen zu sein, aufgrund der Hybridisierung kommt es dort zu bezüglich Aussehen und Merkmalen sehr variablen Sperlingspopulationen.

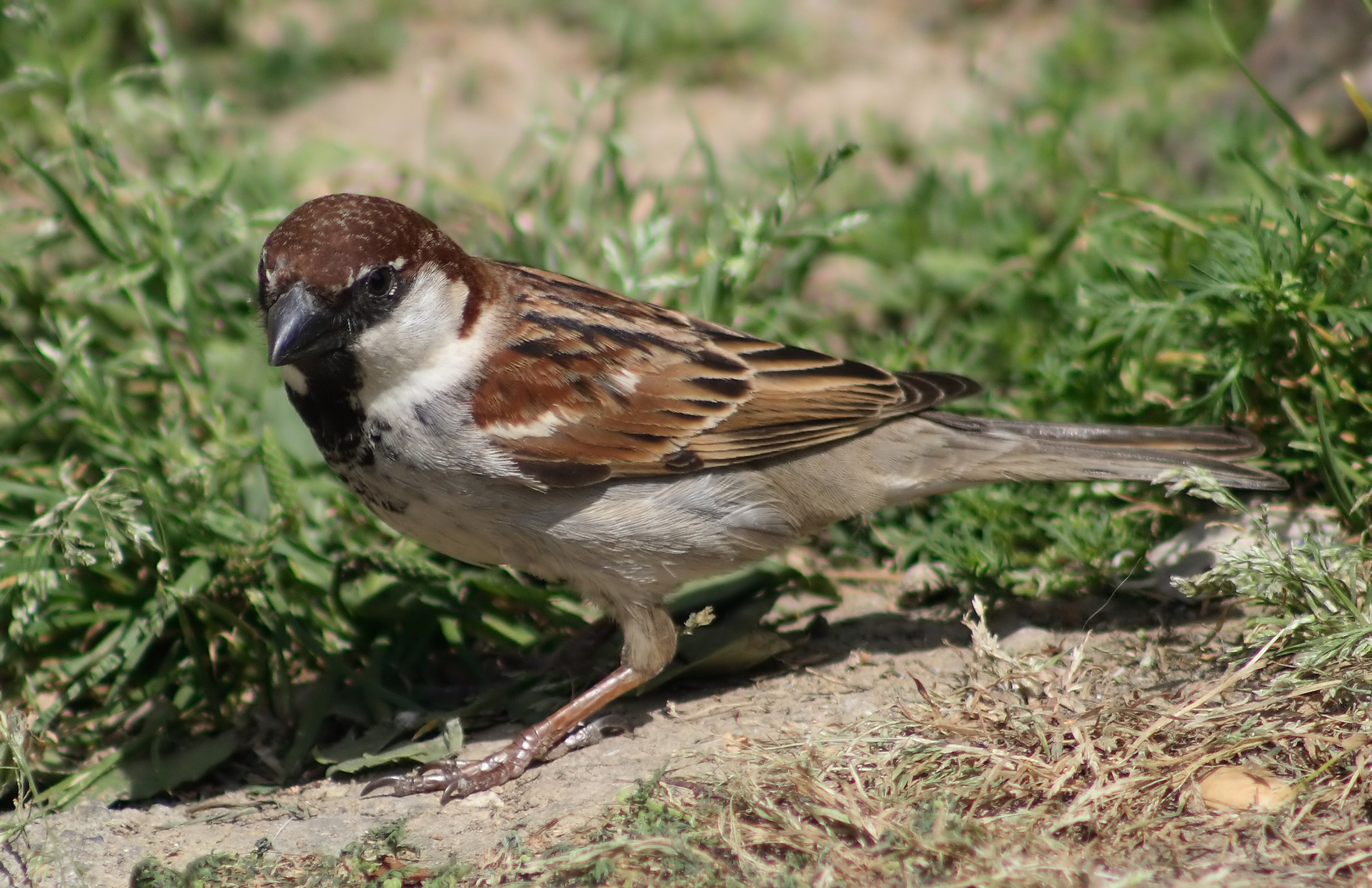
Italiensperling

Auch der Italiensperling wird häufig als Hybridform von Haus- und Weidensperling angesehen, was heute allerdings auch stark bezweifelt wird. Neben der Darstellung als eigenständige Art wird der Italiensperling ebenfalls als Unterart des Haus- und ebenso des Weidensperlings eingeordnet, zudem auch als Hybridform ohne Zuordnung zu den Ursprungsarten (passer x italiae).
Auch wenn molekularbiologische Untersuchungen heute widersprüchlich sind, spricht vieles für die Einstufung des Italiensperlings als Unterart des Weidensperlings.
Ein Indiz hierfür ist auch, dass im Gegensatz zu dem abrupten geografischen Ausschluss von Italien- und Haussperling im Alpengebiet Italien- und Weidensperling in Mittel- und Süditalien durch eine breite fließende Übergangszone miteinander verbunden sind (weiteres siehe Italiensperling).

### Unterarten
Für den Haussperling werden derzeit rund 13 verschiedene Unterarten anerkannt, die in zwei deutlich unterschiedlichen Subspeziesgruppen zusammengefasst werden. Die Formen der domesticus-Gruppe sind dabei größer, mit längeren Flügeln und kräftigerem Schnabel. Die helleren Gefiederanteile, wie beispielsweise die Kopfseiten, sind grau getönt und weniger weiß, die kastanienbraunen Pigmente sind weniger kräftig als bei der östlichen indicus-Gruppe.
Die indicus-Gruppe findet sich im Wesentlichen im oberen Niltal des Sudans, großen Teilen von Arabien, Süd-Afghanistans, Irans, Indiens, Sri Lankas und Burmas, rund um das kaspische Meer, in Zentralasien und im Himalaya. Das übrige Verbreitungsgebiet wird von Vertretern der domesticus-Gruppe besiedelt, auch praktisch alle eingebürgerten Populationen gehören dieser Gruppe an, die meisten davon entstammen der Nominatform.
Im Ostiran sind beide Subspeziesgruppen in einer breiten Übergangszone miteinander verbunden. Neben weiteren anderen Berührungspunkten stehen beide Subspeziesgruppen auch in Zentralasien nordwärts bis Turkmenistan und Kasachstan in Kontakt. Bei letzterer Kontaktzone kommt es offensichtlich nicht zur Hybridisierung, die Subspeziesgruppen verhalten sich hier wie zwei Arten. Der dortige Kontakt ist erst relativ kürzlich durch eine östliche Expansion des Verbreitungsgebiets der der domesticus-Population angehörenden Nominatform zustande gekommen. Die Individuen der Nominatform sind dort deutlich größer als die der Unterart bactrianus als dortiger Vertreter der indicus-Gruppe. Von manchen Forschern wird die Unterart bactrianus, die Zugvogel ist und in Indien und Pakistan überwintert, deshalb auch als eigenständige Art gesehen („Indian Sparrow“ oder Passer indicus). Dies wird allerdings nicht allgemein anerkannt.
Die Merkmale und die Verbreitung der einzelnen Unterarten sind dabei wie folgt:

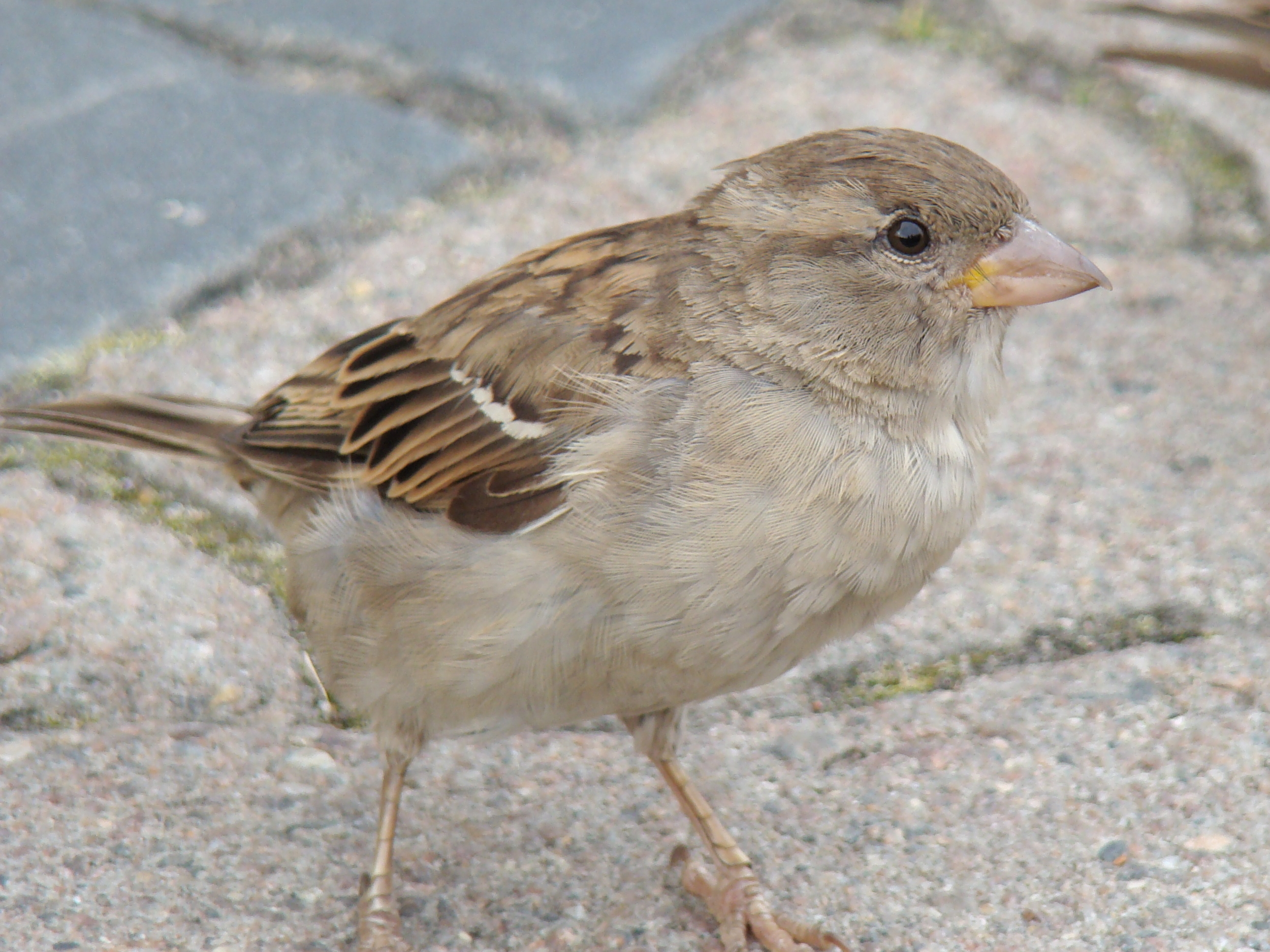
Weibchen der Unterart P. d. domesticus in Vilnius, Litauen

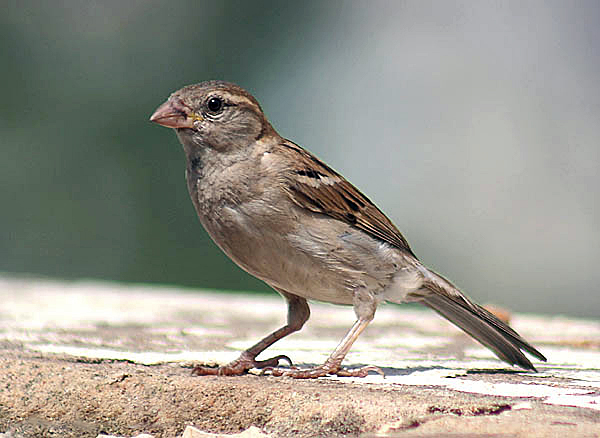
Weibchen der Unterart P. d. indicus in Kalkutta, Indien

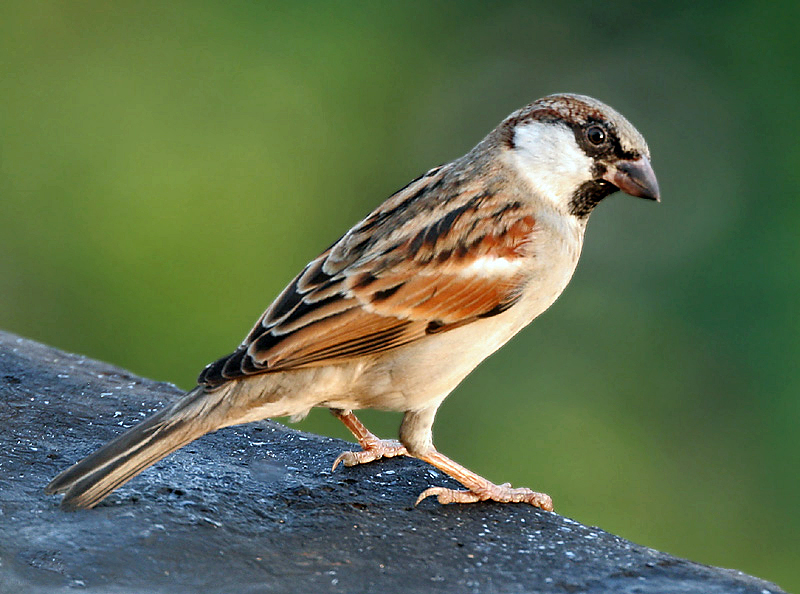
Männchen der Unterart P. d. indicus, ebenfalls in Kalkutta

1. domesticus-Gruppe
  - P. d. domesticus (Linnaeus, 1758)[35]: Die Nominatform besiedelt Europa sowie Sibirien ostwärts bis zur pazifischen Küste, zum Amurland und bis nach Nordost-China. Zudem gehören die meisten der Neozoen der Nominatform an. Die Flügellänge beträgt 77 bis 83 Millimeter.
  - P. d. tingitanus Loche, 1867[36]: Diese Unterart kommt im Nordwesten Afrikas vor und besiedelt Marokko bis Tunesien sowie Libyen bis zur Cyrenaika. Die Unterschiede zur Nominatform sind gering, der mittlere Abschnitt der Scheitelfedern ist ausgedehnt schwarz, was aber auch bei Exemplaren der Nominatform als individuelle Variation beobachtet werden kann. Ohrdecken und die Unterseite sind durchschnittlich weißer.
  - P. d. balearoibericus von Jordans, 1923[37], P. d. biblicus Hartert, E, 1904[38] und P. d. mayaudi Kumerloeve, 1969[39]: Auch diese Unterarten ähneln der Nominatform sehr, sie sind nur etwas blasser. Sie kommen in Kleinasien und Zypern sowie südwärts bis zur Sinai-Halbinsel vor.
  - P. d. persicus Zarudny & Kudashev, 1916[40]: Diese im Iran vorkommende Unterart ist noch etwas blasser als die Populationen Kleinasiens.
  - P. d. niloticus Nicoll & Bonhote, 1909[41]: Die das Niltal südwärts bis zur sudanesischen Grenze besiedelnde Unterart ist ähnlich blass wie persicus, nur etwas kleiner mit einer Flügellänge von 72 bis 77 Millimetern.
2. indicus-Gruppe
  - P. d. rufidorsalis Brehm, CL, 1855[42]: Bei dieser im oberen Niltal des Sudan vorkommenden Unterart ist das Kastanienbraun der Oberseite deutlich dunkler, kräftiger und ausgedehnter als bei der benachbarten Unterart niloticus. Das Grau des Scheitels ist nach hinten weniger ausgedehnt und reicht gewöhnlich nicht bis zum Nacken. Der Schnabel ist zudem kleiner und die Flügellänge etwas kürzer, sie liegt zwischen 69 und 75 Millimetern. Eine besonders variable Population verbindet bei Wadi Halfa rufidorsalis mit niloticus. Diese Mischpopulation wird gelegentlich auch als eigene Unterart P. d. halfae bezeichnet.
  - P. d. indicus Jardine & Selby, 1831[43]: Große Teile Arabiens, Süd-Afghanistans, Indiens, Sri Lankas und Burmas werden von dieser etwas blasseren und mit einer Flügellänge von 70 bis 78 Millimetern wiederum etwas größeren Unterart bewohnt.
  - P. d. hufufae Ticehurst & Cheesman, 1924[44]: Bei dieser Population ist die Gefiederfärbung relativ grau, das Weiß der Unterseite ausgeprägter und das Kastanienbraun auf Flügel und Rücken reduziert. Sie bewohnt Ostarabien von der Provinz al-Hasa bis Oman.
  - P. d. hyrcanus Zarudny & Kudashev, 1916[40]: Diese Unterart lebt in den kaspischen Tiefländern im Süden Aserbaidschans und im Nordiran. Der Rücken ist etwas dunkler kastanienbraun als bei indicus, der Scheitel ist wegen der schwarzen mittleren Federabschnitte vielfach dunkel gestrichelt.
  - P. d. bactrianus Zarudny & Kudashev, 1916[40]: Die sich ostwärts an indicus anschließenden Populationen sind etwas blasser, das Grau des Scheitels ist nicht dunkel gestrichelt. Das Vorkommen umfasst Zentralasien.
  - P. d. parkini Whistler, 1920[45]: Diese im Grenzgebiet des Himalaya von Afghanistan bis Nepal beheimatete Unterart ist oberseitig dunkler und kräftiger gefärbt, das Nackenband ist breiter als bei bactrianus und indicus, der Schnabel und die Flügellänge sind größer (76 bis 83 Millimeter). Allerdings lassen sich parkini und bactrianus nicht zuverlässig voneinander unterscheiden.

## Haussperling und Mensch
Der die Nähe des Menschen suchende Haussperling ist für viele Menschen der Inbegriff des Vogels überhaupt, da es meist der erste Vogel ist, den man als Kind richtig zu Gesicht bekommt. Das Verhältnis des Menschen ist zwiegespalten, lange wurde der lästige Haussperling bekämpft. Andererseits liegt er den Menschen auch am Herzen, auch wenn oder weil er klein und unscheinbar ist, und man traut ihm eine gute Portion Raffinesse zu. Junge Spatzen nähern sich des Öfteren aus Neugier auch Menschen an.

### Etymologie und Benennung
Sowohl das Wort Sperling als auch die Koseform Spatz leiten sich vom althochdeutschen „sparo“ ab, und dieses hängt vermutlich wieder mit dem indogermanischen „spar“ wie „zappeln“ zusammen. Grund hierfür könnte das immer unruhig wirkende Verhalten des Haussperlings sein und auch sein beidbeiniges Umherhüpfen am Boden. Das englische „sparrow“ leitet sich auf die gleiche Weise her.
Daneben besitzt der Spatz noch eine Reihe weiterer Namen, die teilweise nur lokale Bedeutung haben:
Seine Vorliebe für Sämereien hat ihm die Namen Korndieb, Gerstendieb oder Speicherdieb eingetragen. In Norddeutschland wird er je nach Region Lüning, Lüntje, Lünk oder Dacklüün genannt, was so viel heißt wie „der Lärmende“. Wegen seiner Gewohnheit, in Misthaufen und Dung nach Körnern zu suchen, nennt man ihn auch Mistfink. Weitere Namen sind Leps und Mösche (von mussce, vulgärlateinisch von muscio = Spatz).

### Geschichte als Kulturfolger
Vor über 10.000 Jahren schon, als die Menschen sesshaft wurden und die ersten Anfänge des Ackerbaus entwickelten, hatte sich der Haussperling bereits dem Menschen angeschlossen. Man geht auch davon aus, dass der Haussperling mit dem Anschluss an den Landwirtschaft betreibenden Menschen vom Zug- zum Standvogel wurde. Es wird auch vermutet, dass der Haussperling entsprechend der Ausbreitung der Landwirtschaft nordwestlich nach Europa vorgedrungen ist.
Im Zuge der Besiedlung der anderen Kontinente durch die Europäer wurde der Haussperling praktisch auf der ganzen Welt heimisch. Dabei lassen sich natürliche Ausweitungen des Verbreitungsgebiets im Gefolge des in unbesiedelte Gebiete vordringenden Menschen und Ausbreitung nach gezielter Einfuhr oder unbeabsichtigtem Transport vielfach nicht mehr unterscheiden.
Nach Nordamerika beispielsweise gelangte der Spatz, als im Jahr 1852 europäische Auswanderer etwa 100 Vögel auf einem Friedhof in Brooklyn bei New York aussetzten. Nach etwa 20 weiteren Importen aus England und Deutschland mit über 1000 Vögeln und zahlreichen Verfrachtungen innerhalb des Landes besiedelte der Haussperling um die Wende zum 20. Jahrhundert bereits das gesamte Gebiet der Vereinigten Staaten. Die Art breitete sich damit schneller aus als der später eingeführte Star.

### Redewendungen, Legenden und Literatur
Da die Lebensräume von Haussperling und Mensch schon lange eng beieinander liegen, haben sich zahlreiche Redewendungen und Legenden entwickelt. Auch hierbei überwiegt das negative Image des Spatzen. Die bekanntesten sind folgende:

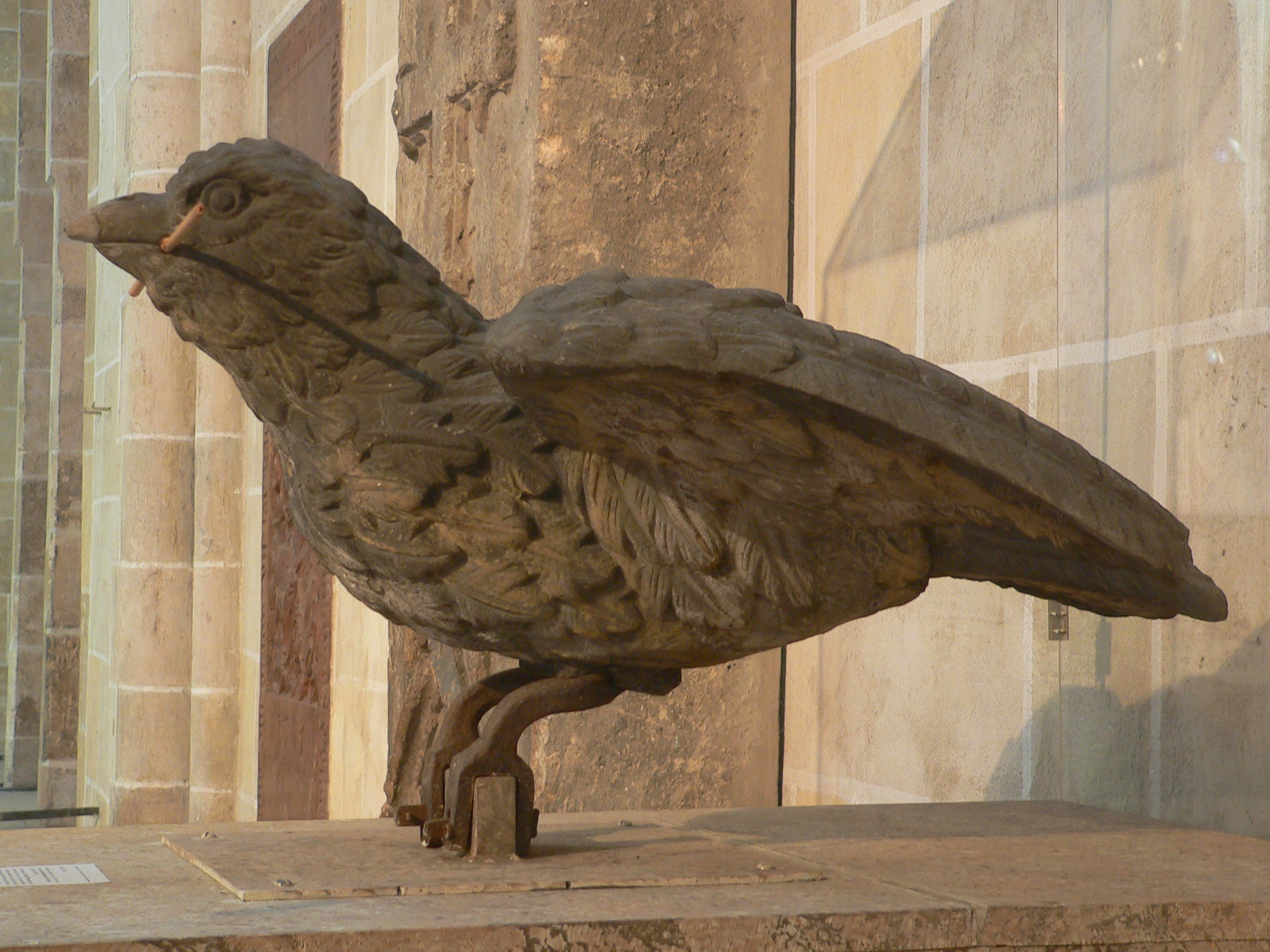
„Ulmer Spatz“ im Ulmer Münster

- Dreckspatz: Die Vorliebe für Staubbäder hat diese Bezeichnung verursacht.
- Dass Spatz/Spatzl auch ein Kosename für eine(n) Geliebte(n) ist, mag auf die erotische Konnotation zurückgehen.
- Lieber den Spatz in der Hand als die Taube auf dem Dach: Dies soll ausdrücken, dass man sich lieber mit etwas Kleinem und sicher Erreichbarem zufriedengeben soll, als etwas Größeres und Wertvolleres zu begehren, dessen Erreichbarkeit ungewiss ist.
- Mit Kanonen auf Spatzen schießen: Soll deutlich machen, dass man übertriebenen Aufwand betreibt, um etwas zu erreichen.
- Im Schafkopf nennt man Spatz eine niedrige, wertlose Karte.
- Die Spatzen pfeifen es von den Dächern: Ist ein Ausdruck für etwas, was längst kein Geheimnis mehr ist und sich überall herumgesprochen hat.
- Manch einer ist frech wie ein Spatz. Das Schimpfen wie ein Rohrspatz geht allerdings auf die Rohrammer zurück, die auch Rohrspatz genannt wird.[48]
- Ein Spatzenhirn haben: Für dieses Synonym für „dumm oder vergesslich sein“ musste der Spatz wohl als bekanntester kleiner Vogel Pate stehen. Indes sind Haussperlinge sogar relativ intelligente Vögel, denn sie waren beispielsweise die ersten Vögel, die in den 1930er Jahren in England den Meisen das Öffnen der Milchflaschen nachmachten.
- Der Ulmer Spatz: Hier soll der Spatz als Ideengeber beim Bau des Münsters fungiert haben, indem er einen Strohhalm längs im Schnabel trug, nachdem die Ulmer vergeblich versucht hatten, einen großen Balken quer durch das Stadttor zu transportieren.
- Grimms Märchen kennen den klugen Spatz in Der Hund und der Sperling und Der Sperling und seine vier Kinder.

Humorvolle Gedichte über den Haussperling gibt es beispielsweise von Wilhelm Busch, Ernst Schenke oder Heinz Erhardt. Ein frecher Spatz war auch die Hauptrolle in der deutschen Fernsehreihe Der Spatz vom Wallrafplatz, die Ende der 1960er und Anfang der 1970er Jahre vom WDR ausgestrahlt wurde.

### Der Spatz als Schädling
Der frühere Ruf des Haussperlings als Schädling ist vor allem auf seine Vorliebe für Körner zurückzuführen. Auch war der Spatz bis zum Beginn des 20. Jahrhunderts weit zahlreicher als heute. Dies führte in der Vergangenheit mehrfach in verschiedenen Regionen zur organisierten Bekämpfung der Spatzen. Beispielsweise setzte
König Friedrich der Große im 18. Jahrhundert ein Kopfgeld aus, um die herrschaftlichen Felder vor den Spatzen zu schützen. Wegen der durch die Dezimierung der Sperlinge verursachten starken Ausbreitung der Insekten wurde dieses Kopfgeld jedoch bald wieder abgeschafft.
Verstärkte, kampagneartige Aktivitäten auf Basis häufig übertriebener oder pauschaler Schadensschätzungen gab es nach dem Zweiten Weltkrieg. Dabei wurde dem Haussperling mittels Spezialfallen, Giftweizen oder durch anderweitigem systematischem Einsatz von Giftstoffen nachgestellt, wiederum unterstützt durch die Auslobung von Geldprämien. Diese Maßnahmen sorgten lokal für deutliche Dezimierungen des Bestandes, die Lücken waren aber nach zwei Jahren meist wieder geschlossen. In Süddeutschland wurden Haussperlinge bis in die 1960er-Jahre bisweilen durch Dynamitsprengungen ihrer Schlafplätze getötet. Im Jahr 1965 wurden durch den DBV, der damaligen Vorläuferorganisation des NABU, spezielle Futterhäuschen mit den Namen „Kontraspatz“ oder „Spatznit“ vertrieben. Damit sollten die Haussperlinge von der Winterfütterung ausgeschlossen werden, da man die Spatzen als zu große Konkurrenz für die übrigen Singvögel ansah. Weit wirkungsvoller war allerdings die nicht als Bekämpfungsmaßnahme gedachte Umgestaltung des Lebensraums in der zweiten Hälfte des 20. Jahrhunderts (siehe Bestand und Bestandsentwicklung).
Auch heute wird der Haussperling teilweise noch als Hygieneschädling betrachtet und findet sich deshalb auch in einem Lexikon für Schädlinge wieder. Problematisch ist dabei insbesondere das Eindringen und Einnisten in Lebensmittelmärkten und Großküchen, da der Haussperling als potentieller Überträger von Krankheiten gilt. In Deutschland geraten hier das Bundesnaturschutzgesetz und die Lebensmittelhygieneverordnung in Konflikt, so dass die Rechtslage bei einer Bekämpfung der Sperlinge unklar ist.

### Rolle bei Übertragung von Krankheiten
Haussperlinge wurden mit der Verbreitung einiger Krankheiten, die für den Menschen oder für domestizierte Tiere von Bedeutung sind, in Verbindung gebracht. Spatzen gelten als Überträger von Bakterien (beispielsweise Salmonellen) oder auch als Reservoirwirt bei der Verbreitung verschiedener Arboviren. Für die Ausbreitung eines Vertreters dieser Virengruppe, des St.-Louis-Enzephalitis-Virus in Nordamerika, wird dem Haussperling eine Schlüsselrolle unterstellt. Auch mit dem West-Nil-Virus wird der Haussperling in Verbindung gebracht. Wegen der Charakteristik der Ausbreitung dieses Virus in den USA ist der Haussperling neben den Rabenvögeln und verschiedenen Zugvögeln in Verdacht geraten, bei der Verbreitung eine entscheidende Rolle zu spielen.
Im Labor wurde nachgewiesen, dass Spatzen mit der besonders virulenten Form des Influenzavirus vom Typ H5N1 infiziert werden können, wenn sie auch nur schwach darauf reagieren. Außerhalb des Labors wurden bislang nur in Ostasien im unmittelbaren Umkreis massiv von Vogelgrippe H5N1 befallener Geflügelhaltungen infizierte Sperlinge entdeckt.
Trotz alldem ist zusammenfassend festzustellen, dass der Haussperling keine besondere Rolle bei der Übertragung für den Menschen gefährlicher Krankheitserreger spielt. Es wäre eher die Frage zu stellen, welche Auswirkungen vom Menschen verbreitete Krankheitserreger auf Sperlingspopulationen haben.

### Symbol der Unkeuschheit
Auch wenn sich Haussperlinge nicht häufiger als andere sozial lebende Vogelarten paaren, brachte ihr Verhalten ihnen im Mittelalter den Ruf der Unkeuschheit ein. Dies lag wohl auch daran, dass die Paarung direkt vor den Augen der Menschen stattfand und Spatzen dabei geräuschvoller zu Werke gehen als manch andere Vögel. Man glaubte damals, dass Spatzen bei so vielen Begattungen höchstens ein Jahr leben könnten.
Weit verbreitet war auch der Glaube, dass Spatzenfleisch den Liebesdrang steigere und zur Unzucht ansporne. Im alten Rom und noch früher, im Griechenland der Antike, wurden ähnliche Aberglauben beschrieben. Bei Aristophanes, einem griechischen Komödiendichter, ritten die sehnsüchtigen Frauen auf Spatzen von der Akropolis zu ihren Männern herab. Catull dichtet: „Passer, deliciae meae puellae …“ (Spatz, Liebling meiner Freundin …).

### Berühmte Spatzen
Während des Zweiten Weltkriegs wurde der Spatz Clarence berühmt. Er fiel als frisch geschlüpftes Küken vor die Füße von Clare Kipps, die ihn aufzog und ihm kleine Kunststücke beibrachte. Kipps nahm ihn als Angehörige des freiwilligen Luftschutzes während ihrer Dienstgänge in die Luftschutzbunker Londons mit, wo sie Clarence Hitlerreden parodieren ließ. Er wurde in Presseberichten gefeiert, und sein Bild auf Postkarten wurde zu Gunsten des Britischen Roten Kreuzes verkauft.
Weiterhin wurde im Rahmen des Domino Days 2005 ein Tier als „Domino-Spatz“ bekannt, das nach Zufallbringen von rund 23.000 Dominosteinen von einem seitens der Produktionsfirma engagierten Jäger erschossen wurde.